# Liste der Naturdenkmale in Malsfeld
Die Liste der Naturdenkmale in Malsfeld nennt die im Gebiet der Gemeinde Malsfeld im Schwalm-Eder-Kreis in Hessen gelegenen Naturdenkmale.
| Bild                          | Bezeichnung | Ortsteil, Lage                                 | Beschreibung        | Art   | Nr.     |
| ----------------------------- | ----------- | ---------------------------------------------- | ------------------- | ----- | ------- |
| mehr Fotos \| Fotos hochladen | 1 Linde     | Sipperhausen 51° 3′ 51,8″ N, 9° 29′ 18,6″ O    | auf dem Spitzenberg | Linde | 634.726 |
| mehr Fotos \| Fotos hochladen | 3 Linden    | Dagobertshausen 51° 4′ 50,3″ N, 9° 30′ 31,7″ O |                     | Linde | 634.727 |
| Fotos hochladen               | 1 Dorflinde | Ostheim 51° 4′ 45,6″ N, 9° 28′ 42,7″ O         |                     | Linde | 634.728 |

## Belege
1. ↑  Anlage: Tabelle 3 - Naturdenkmale im Schwalm-Eder-Kreis. (PDF; 7,45 MB) der 2. Verordnung zur Änderung der Verordnung zum Schutze der Naturdenkmale im Schwalm-Eder-Kreis vom 28. 04. 1986, zuletzt geändert durch Verordnung vom 8. Mai 2007. Der Kreisausschuss des Schwalm-Eder-Kreises, 17. Dezember 2008, S. 30, abgerufen am 7. Februar 2017.

- Karte mit allen Koordinaten:
- OSM |
- WikiMap